# Chiesa di Santa Maria la Palma
La chiesa di Santa Maria la Palma (o Santa Maria della Libera ai Ferri Vecchi) è un'antica chiesa di Napoli, sita in via Ferri Vecchi, al Pendino.
La chiesa fu fondata agli inizi del XIV secolo dalle abbienti famiglie napoletane dei Lanzalogna e dei Barbato, che la dedicarono alla Madonna della Libera, su un preesistente luogo di culto che la tradizione vuole donato dal console romano Anicio Equitio, padre di San Mauro, a san Benedetto. 
Nel 1561 la rettoria della chiesa fu assegnata all'Ospedale degli Incurabili. L'edificio fu restaurato nel 1583; l'altare maggiore fu rifatto in forme rococò nel 1751.
Di interesse archeologico ed epigrafico un'iscrizione marmorea, a sinistra della navata, riguardante i giochi gladiatori che si tenevano nella zona della Porta Carbonara.
L'edificio è stato chiuso al culto per diversi decenni; attualmente la curia l'ha ceduto in comodato a un'associazione di volontariato per l'accoglienza ai senzatetto.